# Чара (Забайкальский край)
Ча́ра — село в Забайкальском крае России, административный центр Каларского района и сельского поселения «Чарское».
24 июля 2020 года Каларский муниципальный район преобразован в муниципальный округ с переносом административного центра в посёлке городского типа Новая Чара.

## География
Расположено в Верхнечарской котловине на левом берегу реки Чары, в 690 км к северо-востоку от краевого центра, города Читы, в 17 км к северу от железнодорожной станции Новая Чара на Байкало-Амурской магистрали.

## История
Село основано в 1932 году. Чара на левом берегу одноимённой реки — первое поселение русских землепроходцев на севере Забайкальского края. В 1938 году село стало центром только что образованного Каларского района, здесь открылись пушная фактория, начальная школа, магазин. Для детей эвенков, которые занимались традиционным для жителей района кочевым оленеводством, был построен интернат.

## Климат
Абсолютный минимум температуры — −56,2 °C. Годовая амплитуда среднемесячных температур — 48,9 °C. Средняя температура января — −32,2 °C, июля — +16,5 °C. Среднегодовая температура в Чаре меньше нуля и составляет −6,9 °C. Чара находится на высоте 700 метров над уровнем моря. Продолжительность зимнего периода — более 7,5 месяцев. В год выпадает 370 мм осадков. Высота снежного покрова с октября по март — 51—53 см. Влажность воздуха колеблется от 79 % в декабре до 58 % в мае. Интересно, что самый холодный январь в Чаре −42.2 С был равен абсолютному минимуму Москвы, притом декабрьская и февральская среднемесячная доходили до −39 С, что также ниже их абсолютного минимума в Москве, а ноябрьская доходила до −29 С и мартовская до −25, самый холодный октябрь имел среднемесячную −11.7 С, что в точности равно его самой низкой за век в Москве температуре в 2014, по абсолютному минимуму Чару несколько превосходит Таксимо с −57.3. Годовой абсолютный перепад температуры равен 90.7-91.2 С, что равно Ижме в Коми, и по зимним температурам Чара также крайне схожа с центральной и восточной Коми. Притом теоретически и в декабре и в январе могла быть отмечена температура несколько ниже −55 С, но до базы измерений, вследствие короткого периода метеонаблюдений нынешний абсолютный минимум принадлежит февралю, мартовская и ноябрьская температура также могла дотянуть до −50 прежде начала инструментальных измерений.
| Показатель                    | Янв.  | Фев.  | Март  | Апр.  | Май   | Июнь | Июль | Авг. | Сен.  | Окт.  | Нояб. | Дек.  | Год   |
| ----------------------------- | ----- | ----- | ----- | ----- | ----- | ---- | ---- | ---- | ----- | ----- | ----- | ----- | ----- |
| Абсолютный максимум, °C       | −3,2  | 4,2   | 10,0  | 21,1  | 28,2  | 35,0 | 34,5 | 33,8 | 27,4  | 19,3  | 7,5   | 0,6   | 35,0  |
| Средний суточный максимум, °C | −25,4 | −17,3 | −7,3  | 2,9   | 12,0  | 20,9 | 23,5 | 20,6 | 11,7  | 0,6   | −14   | −24,6 | 0,3   |
| Средняя температура, °C       | −32,4 | −27,2 | −16,9 | −3,7  | 5,6   | 13,7 | 16,5 | 13,5 | 5,2   | −5,8  | −20,9 | −30,4 | −6,9  |
| Средний суточный минимум, °C  | −38,2 | −35,5 | −27   | −11   | −1,1  | 6,4  | 9,6  | 6,9  | −0,5  | −11,4 | −26,5 | −35,3 | −13,6 |
| Абсолютный минимум, °C        | −54,4 | −56,2 | −48,7 | −36,8 | −18,7 | −6,2 | −2,5 | −5,3 | −17,9 | −35,5 | −47,5 | −53,8 | −56,2 |
| Норма осадков, мм             | 3     | 3     | 3     | 14    | 43    | 70   | 76   | 84   | 48    | 15    | 7     | 4     | 370   |
| Источник: Погода и климат     |       |       |       |       |       |      |      |      |       |       |       |       |       |

| Солнечное сияние, часов за месяц. | Солнечное сияние, часов за месяц. | Солнечное сияние, часов за месяц. | Солнечное сияние, часов за месяц. | Солнечное сияние, часов за месяц. | Солнечное сияние, часов за месяц. | Солнечное сияние, часов за месяц. | Солнечное сияние, часов за месяц. | Солнечное сияние, часов за месяц. | Солнечное сияние, часов за месяц. | Солнечное сияние, часов за месяц. | Солнечное сияние, часов за месяц. | Солнечное сияние, часов за месяц. | Солнечное сияние, часов за месяц. |
| Месяц                             | Янв                               | Фев                               | Мар                               | Апр                               | Май                               | Июн                               | Июл                               | Авг                               | Сен                               | Окт                               | Ноя                               | Дек                               | Год                               |
| Солнечное сияние, ч               | 78                                | 144                               | 208                               | 231                               | 245                               | 249                               | 248                               | 214                               | 162                               | 149                               | 99                                | 59                                | 2085                              |
| --------------------------------- | --------------------------------- | --------------------------------- | --------------------------------- | --------------------------------- | --------------------------------- | --------------------------------- | --------------------------------- | --------------------------------- | --------------------------------- | --------------------------------- | --------------------------------- | --------------------------------- | --------------------------------- |

## Население
| 1959 | 1970  | 1979  | 1989  | 2002  | 2010  | 2021  |
| ---- | ----- | ----- | ----- | ----- | ----- | ----- |
| 955  | ↗1078 | ↗2649 | ↗3441 | ↘2063 | ↘1903 | ↘1594 |

## Транспорт
В селе действует аэропорт «Чара». Авиасообщение осуществляют авиакомпании «Ангара» и «КрасАвиа».

## Разное
Входит в перечень населённых пунктов Забайкальского края, подверженных угрозе лесных пожаров

## Достопримечательности
В 9 км к юго-западу от Чары находится памятник природы Чарские пески.

## Известные уроженцы
- Кристина Карапетян ― российская и казахстанская волейболистка.

## Чара в культуре
Чара упоминается в повести сибирского писателя Геннадия Михасенко «Земленыр или каскад приключений»:
«Каждый год, в первое июльское воскресенье, таёжную деревушку Чара посещал знаменитый фокусник и гипнотизёр Корбероз. Вообще-то он был волшебником, так как умел творить чудеса, но в нашей обычной жизни не принято называть людей волшебниками, даже если они и творят чудеса, поэтому за Корберозом держалось звание фокусника и гипнотизёра, впрочем, иногда слышалось и „маг“ с „чародеем“, что было ближе к истине. Почему Корбероз посещал именно Чару — неизвестно. Но можно предположить несколько причин. Потому, например, что в селении с таким названием легче чародействовать. Или, например, потому что очень любил детей и хотел доставить редкое удовольствие ребятишкам, отрезанном от большого мира сотнями километров, где радио и то говорит с хрипом, а телевизионную станцию „Орбита“ все собираются строить, но откладывают из-за более срочных и важных дел, хотя многие сельчане уже приобрели телевизоры. Словом, неважно почему, но ровно в двенадцать часов, без афиш и каких-либо объявлений фокусник являлся. На парашюте».